# Mnemosyne pahangensis
Mnemosyne pahangensis är en insektsart som beskrevs av Van Stalle 1988. Mnemosyne pahangensis ingår i släktet Mnemosyne och familjen kilstritar. Inga underarter finns listade i Catalogue of Life.